# Drosophila peruensis
Drosophila peruensis är en tvåvingeart som beskrevs av Wheeler 1959. Drosophila peruensis ingår i släktet Drosophila och familjen daggflugor.
Artens utbredningsområde är Peru.